# Димі (селище)
Димі (рос. ст Дыми) — селище Бокситогорського району Ленінградської області Росії. Входить до складу Великодвірського сільського поселення. Населення — 10 осіб (2012 рік).